# Коренково
Коренко́во (до 1948 года Коп-Такил; укр. Коренкове, крымскотат. Köp Taqıl, Коп Такъыл) — исчезнувшее село в Ленинском районе Республики Крым, располагавшееся на юго-востоке района и Керченского полуострова, включённое в состав Заветного, сейчас — южная часть села.

## История
Первое документальное упоминание села встречается в Камеральном Описании Крыма… 1784 года, судя по которому, в последний период Крымского ханства Кюй Тамыл входил в Дин Керченский кадылык Кефинского каймаканства. После присоединения Крыма к России (8) 19 апреля 1783 года, (8) 19 февраля 1784 года, именным указом Екатерины II сенату, на территории бывшего Крымского Ханства была образована Таврическая область и деревня была приписана к Левкопольскому, а после ликвидации в 1787 году Левкопольского — к Феодосийскому уезду Таврической области. Перед Русско-турецкой войной 1787—1791 годов производилось выселение крымских татар из прибрежных селений во внутренние районы полуострова. В конце 1787 года из Коп-Такила были выведены все жители — 253 души. В конце войны, 14 августа 1791 года всем было разрешено вернуться на место прежнего жительства. После Павловских реформ, с 1796 по 1802 год, входила в Акмечетский уезд Новороссийской губернии. По новому административному делению, после создания 8 (20) октября 1802 года Таврической губернии, Коп-Такил был включён в состав Акмозской волости Феодосийского уезда.
По Ведомости о числе селений, названиях оных, в них дворов… состоящих в Феодосийском уезде от 14 октября 1805 года , в деревне Коп-Такил числилось 29 дворов и 229 жителей. На военно-топографической карте генерал-майора Мухина 1817 года деревня Коп такил обозначена разорённой. Видимо, была вскоре заселена вновь, поскольку, после реформы волостного деления 1829 года Коп Такин, согласно «Ведомости о казённых волостях Таврической губернии 1829 года», уже отнесли к Чурубашской волости (переименованной из Аккозской) — в ведомости фигурировали только действующие селения. На карте 1836 года в деревне 43 двора, как и на карте 1842 года.
В 1860-х годах, после земской реформы Александра II, деревню приписали к Сарайминской волости. Согласно «Списку населённых мест Таврической губернии по сведениям 1864 года», составленному по результатам VIII ревизии 1864 года, Коп-Такил — общинная татарская деревня с 35 дворами, 258 жителями и 2 мечетями, при колодцах. По обследованиям профессора А. Н. Козловского начала 1860-х годов, в селении колодцы были глубиной 1—5 саженей (от 2 до 10 м), но в большинстве из них (около трёх четвертей) вода была «дурного качества». Также имелись ауты, которые высыхали в течение лета (Аут — небольшой пруд в степном Крыму, наполнявшийся дождевой и талой водой). На трёхверстовой карте Шуберта 1865—1876 года в деревне Коп-Такыл обозначено 56 дворов. По «Памятной книге Таврической губернии 1889 года», по результатам Х ревизии 1887 года, в деревне Коп-Такил числилось 86 дворов и 494 жителя. По «…Памятной книжке Таврической губернии на 1892 год» в безземельной деревне Коп-Такил, не входившей ни в одно сельское общество, числилось 407 жителей, домохозяйств не имеющих. На верстовой карте Крыма 1896 года в селении обозначено 135 дворов с татарским населением и мечеть. Перепись 1897 года зафиксировала в деревне Коп-Такил 497 жителей, из которых 54 православных и 443 мусульманина. По «…Памятной книжке Таврической губернии на 1902 год» в деревне Коп-Такил, входившей в Сарайминское сельское общество, числилось 494 жителя, домохозяйств не имеющих. По Статистическому справочнику Таврической губернии. Ч.II-я. Статистический очерк, выпуск пятый Феодосийский уезд, 1915 год, в деревне Коп-Такил Сарайминской волости Феодосийского уезда числилось 90 дворов (все дворы безземельные) с татарским населением в количестве 90 человек приписных жителей и 401 «посторонний», из которых 250 мужчин и 241 женщина. Жители землёй не владели, в хозяйствах имелось 230 лошадей, 52 вола, 91 корова и 272 головы овец, свиней, или коз.
После установления в Крыму Советской власти, по постановлению Крымревкома, 25 декабря 1920 года из Феодосийского уезда был выделен Керченский (степной) уезд, а, постановлением ревкома № 206 «Об изменении административных границ» от 8 января 1921 года была упразднена волостная система и в составе Керченского уезда был создан Керченский район в который вошло село (в 1922 году уезды получили название округов. 11 октября 1923 года, согласно постановлению ВЦИК, в административное деление Крымской АССР были внесены изменения, в результате которых округа были отменены и основной административной единицей стал Керченский район в который вошло село. Согласно Списку населённых пунктов Крымской АССР по Всесоюзной переписи 17 декабря 1926 года, в селе Коп-Такил, Яныш-Такилского сельсовета Керченского района, числилось 137 дворов, все крестьянские, население составляло 651 человек, из них 445 татар, 116 русских, 67 украинцев, 9 белорусов, 4 грека, 10 записаны в графе «прочие», действовала татарская школа I ступени (пятилетка). Постановлением ВЦИК «О реорганизации сети районов Крымской АССР» от 30 октября 1930 года (по другим сведениям 15 сентября 1931 года) Керченский район упразднили и село включили в состав Ленинского, а, с образованием в 1935 году Маяк-Салынского района (переименованного 14 декабря 1944 года в Приморский) — в состав нового района. По данным всесоюзная перепись населения 1939 года в селе проживало 539 человек. Н На подробной карте РККА Керченского полуострова 1941 года в селе обозначено 114 дворов.
В 1944 году, после освобождения Крыма от фашистов, согласно постановлению ГКО № 5859 от 11 мая 1944 года, 18 мая крымские татары были депортированы в Среднюю Азию. С 25 июня 1946 года Коп-Такил в составе Крымской области РСФСР. Указом Президиума Верховного Совета РСФСР от 18 мая 1948 года, Коп-Такыл переименовали в Коренково. Село получило название в память о Герое Советского Союза, капитане РККА Иване Коренкове, погибшем 5 декабря 1943 года во время Эльтигенского десанта 26 апреля 1954 года Крымская область была передана из состава РСФСР в состав УССР. В 1958 году посёлок Коренково присоединили к Заветному (согласно справочнику «Крымская область. Административно-территориальное деление на 1 января 1968 года» — в период с 1954 по 1968 годы).

### Динамика численности населения
| - 1778 год — 253 чел. - 1805 год — 229 чел. - 1864 год — 258 чел. - 1889 год — 494 чел. - 1892 год — 407 чел. | - 1897 год — 494 чел. - 1902 год — 494 чел. - 1915 год — 90/401 чел. - 1926 год — 651 чел. - 1939 год — 539 чел. |